# Glicina
La glicina o glicocola (Gly o G) es uno de los aminoácidos que forman las proteínas de los seres vivos. En el código genético está representada por los codones GGU, GGC, GGA o GGG.
Es el aminoácido más pequeño y el único no quiral de los 20 aminoácidos presentes en la célula. Su fórmula química es NH2CH2COOH y su masa es 75,07. La glicina es un aminoácido no esencial.
Otro nombre (antiguo) de la glicina es glicocola.
La glicina actúa como neurotransmisor inhibidor en el sistema nervioso central. Fue propuesta como neurotransmisor en 1965. 
La glicina se utiliza —in vitro— como medio gástrico, en disolución 0,4 M, amortiguada al pH estomacal para determinar bioaccesibilidad de elementos potencialmente  tóxicos como indicador de biodisponibilidad.

## Historia
La glicina fue aislada por primera vez a partir de la gelatina en 1820 por Henri Braconnot, director del jardín botánico en Nancy.
Poco después de que la sustancia hubiese sido nombrado glicocol ('pegamento dulce') Jöns Jakob Berzelius en 1848 decidió aplicar un nombre más corto, glicina, del griego γλυκύς, 'sabor dulce'. La estructura química no fue  descrita correctamente hasta 1858, lo que hizo el químico francés  Auguste André Thomas Cahours.

## Metabolismo

### Síntesis
La glicina no es esencial en la dieta humana, ya que el propio cuerpo se encarga de sintetizarla. Todas las células tienen capacidad de sintetizar glicina. Hay dos vías para sintetizarla: la fosforilada y la no-fosforilada. El precursor más importante es la serina. La fosfoserina fosfatasa, desfosforila a la fosfoserina hasta serina. La enzima serina hidroximetil transferasa da lugar a la glicina a partir de la serina. La glicina usada como neurotransmisor es almacenada en vesículas, y es expulsada como respuesta a sustancias. 
Industrialmente se prepara mediante una reacción de un solo paso entre el ácido cloroacético y el amoníaco. 
ClCH2COOH + NH3 → H2NCH2COOH + HCl.

### Eliminación
El mecanismo de recaptación es dependiente de sodio.

### Receptores
La glicina tiene un receptor (distinto de los receptores para el GABA) que además puede unir β-alanina, taurina, L-alanina, L-serina y prolina. No se activa con GABA. Un antagonista es el alcaloide estricnina, que bloquea la glicina y no interacciona con el sistema del GABA. Aumenta la conductancia para el cloro (parecido al receptor de la glicina al GABA-A). 
Este receptor se ha purificado utilizando el alcaloide estricnina. Este receptor es un complejo de subunidades α y β, con estructura pentamérica, con homología al GABA-A y el receptor nicotínico. También posee 4 dominios transmembranales. En el citosol, se unen a gefirina para anclarse al citoesqueleto. Se piensa que otros receptores ionotrópicos pueden tener un sistema similar de anclaje a la membrana.

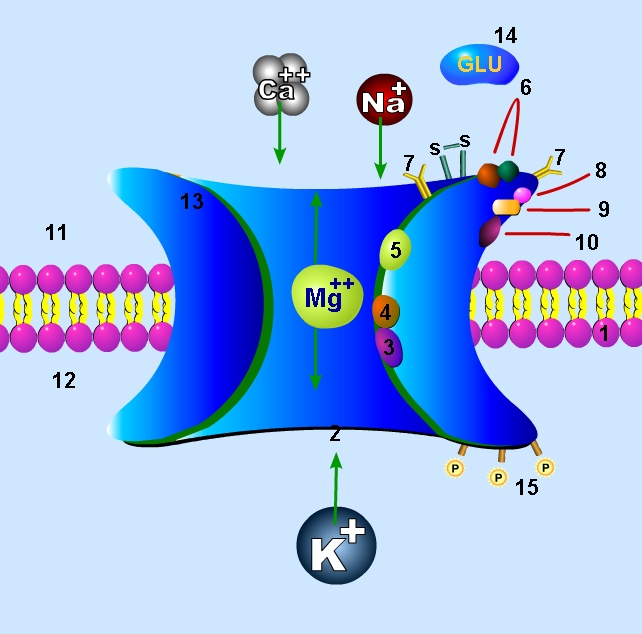
Imagen del receptor del NMDA presente en el sistema nervioso. La glicina también es un co-agonista del receptor NMDA para glutamato. El número 9 señala su lugar de unión.
Significado de números: 1.- Membrana celular.
2.- Canal bloqueado por Mg2+ en el sitio de bloqueo (3).
3.- Sitio del bloqueo por Mg2+.
4.- Sitio de unión de compuestos alucinógenos.
5.- Sitio de unión del Zn2+.
6.- Sitio de unión de los agonistas (glutamato GLU) y/o de los ligandos anti-agonistas (APV).
7.- Sitio de la glicosilación.
8.- Sitio de enlace a protones.
9.- Sitio de enlace a la glicina.
10.- Sitio de enlace a las poliaminas.
11.- Espacio extracelular.
12.- Espacio intracelular.
13.- Subunidad del complejo.

La glicina es un aminoácido no polar.

## Funciones
La glicina se utiliza en el organismo para sintetizar gran número de sustancias; por ejemplo, el grupo C2N de todas las purinas se consigue gracias a la glicina. 

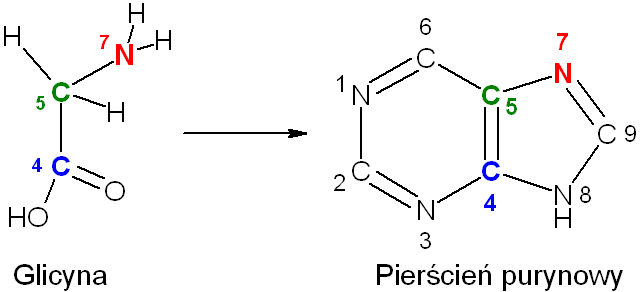
Esquema que muestra cómo la glicina participa en la estructura de las purinas.

También tiene funciones como neurotransmisor inhibidor en el sistema nervioso central, especialmente en la médula espinal, tallo cerebral y retina. 
La DL50 de la glicina es 7930 mg/kg en ratas (vía oral), y normalmente causa la muerte por hiperexcitabilidad.
La glicina es necesaria para la síntesis de colágeno. La síntesis de colágeno significa un gasto de glicina de más de 15 gramos diarios, que deben ser suministrados por la dieta diaria.

## Presencia de glicina en el espacio
La NASA parece estar confirmando la presencia de compuestos orgánicos complejos en el espacio, fuera de la Tierra. 
El nuevo indicio es muy contundente. Según le explicó a Radio Nacional de Colombia la científica Jaime Elsila Cook, integrante del laboratorio de Astroquímica de la División de Exploración del Sistema Solar de la NASA.
Según Cook, la sonda Stardust voló en 2004 muy cerca de la cola del cometa Wild 2 y se untó de glicina, una sustancia indispensable para el origen de la vida en la Tierra. Stardust tenía una malla que capturaba dichas sustancias y que fue traída de nuevo a la tierra en 2006. Los científicos iniciaron las investigaciones y hallaron que, sin duda, se trata de la vital sustancia.
Sin embargo, siempre hubo dudas, pues como está en la tierra, se pensaba que posiblemente la malla estaba contaminada desde que se fabricó la sonda. Pero, finalmente, descubrieron que, en efecto, la glicina provenía del cometa.
Cook explicó a Radio Nacional que “lo que sabemos es que la Tierra fue golpeada por muchos cometas hace millones de años y ahora lo que estamos comprobando es que estos cometas podían haber portado estos aminoácidos que serían un ingrediente clave en el inicio de la vida en nuestro planeta”.
Y comentó que "nuestro descubrimiento apoya la teoría de que algunos ingredientes de la vida surgieron en el espacio y llegaron a la tierra a través del impacto de meteoritos y cometas".
Por eso, Carl Pilcher, director del Instituto de Astrobiología de la NASA, le dijo a la agencia de noticias EFE que el descubrimiento de su equipo de trabajo sustenta la sospecha de que en el espacio abundan las sustancias básicas para dar la vida, por lo que considera que esta puede ser más común de lo que se cree en el resto del universo.
Los resultados y la explicación completa de la investigación serán publicados en la revista Meteorites and Planetary Science. 
En 1994, un equipo de astrónomos de la Universidad de Illinois, a cargo de Lewis Snyder, aseguró haber encontrado la molécula de glicina en el espacio. De acuerdo con simulaciones por ordenador y experimentos en laboratorio, la glicina se formó probablemente cuando trozos de hielo que contenían moléculas orgánicas simples fueron expuestos a la luz ultravioleta. En 2009 la NASA confirmó la presencia de esta molécula en el cometa Wild 2 gracias a las muestras obtenidas por la sonda Stardust que quedaron atrapadas en un aerogel especial y posteriormente fueron enviadas a la Tierra en una cápsula de descenso.